# 23745 Liadawley
23745 Liadawley este un asteroid din centura principală de asteroizi.

## Descriere
23745 Liadawley este un asteroid din centura principală de asteroizi. A fost descoperit pe 22 mai 1998 la Socorro, New Mexico, în cadrul proiectului LINEAR. Asteroidul prezintă o orbită caracterizată de o semiaxă mare de 2,24 ua, o excentricitate de 0,17 și o înclinație de 6,1° în raport cu ecliptica.